# Ordine della testa di Morto

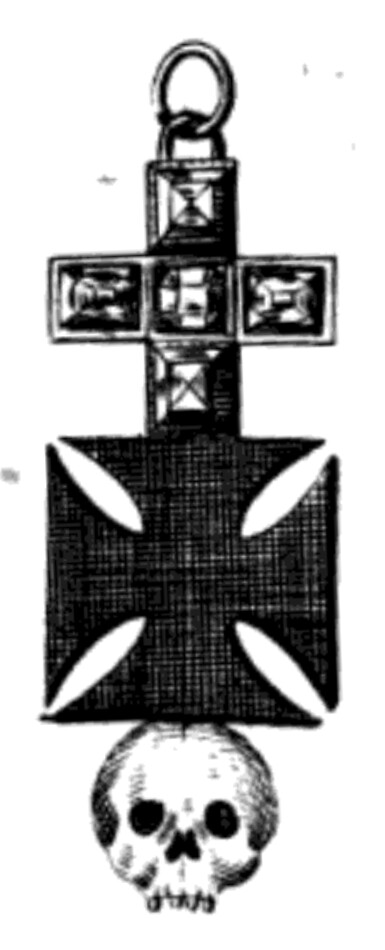
Ordine della testa di Morto

L'Ordine della testa di Morto è stato un ordine fondato nel 1652 da Silvius Nimrod, duca di Württemberg-Oels. L'ordine venne ristabilito nel 1709 per conto di Luisa Elisabetta, vedova del duca Filippo di Sassonia-Merseburg, figlia minore del fondatore. Ordine misto dal 1652 al 1709, fu unicamente femminile a partire dal 1709.

## Insegna
Raffigurava una testa di morto, quale monito che spingeva a dare il massimo in battaglia ben sapendo la fine che aspettava tutti; esso veniva riportato inizialmente su un anello ed in seguito su una medaglia.